# Fonograma (lingüística)

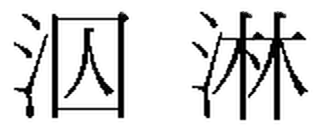
En estos dos caracteres chinos que significan "nadar" y "empapar", se puede ver en cada uno una parte gráfica común en los lados izquierdos, el radical asociado con "agua", y otra parte diferente en los lados derechos, que son radicales derivados de los caracteres que significan "prisionero" y "bosque", estos son radicales fonéticos y señalan que los 2 caracteres representados se pronuncian igual que los caracteres de los que derivan sus radicales, «qiú» y «lín» respectivamente. Esto viene a ser lo más parecido a un fonograma en la escritura china.

Un fonograma es un grafema (carácter escrito) que representa un fonema o una combinación de fonemas, como las letras del alfabeto latino o los signos de los silabarios japoneses. Un fonograma, a diferencia de los morfogramas, ideogramas y logogramas, es la transcripción arbitraria de un sonido o grupo de sonidos.
Por ejemplo, en castellano, la letra "a" es un fonograma cuando representa el sonido [a], como en "casa".
No debe confundirse con el término fonograma utilizado en la industria de la música para designar cualquier medio para la fijación y reproducción de sonido (como discos, casetes y cintas).

## Etimología
"Un fonograma significa un sonido presentado por una o más letras. Fono es un elemento compositivo que entra antepuesto en la formación de algunas voces españolas con el significado de voz, sonido.
Grama es un elemento compositivo que entra postpuesto en la formación de algunas voces españolas con el significado de escrito, trazo y línea."

## Relación arbitraria sonido/escritura de signos
Los ideogramas contienen en su forma una parte del significado de la palabra que se usan para transcribir. Aunque arbitrario, el signo se construye en sí mismo de acuerdo con el significado. El fonograma, por su parte, no tiene tal relación con el significado: sirve para transcribir un sonido independientemente del significado al que se referirá este sonido.